# 第72回毎日映画コンクール
第72回毎日映画コンクールは、毎日新聞社やスポーツニッポン新聞社が主催する賞であり、2017年の映画を対象とし、2018年2月15日に神奈川県川崎市のミューザ川崎シンフォニーホールで授賞式が行われた。
『花筐/HANAGATAMI』が日本映画大賞を受賞し、『あゝ、荒野』は男優主演賞の菅田将暉、日本映画優秀賞などとあわせて3冠を獲得した。外国映画ベストワン賞には『わたしは、ダニエル・ブレイク』が選出された。

## 受賞とノミネート

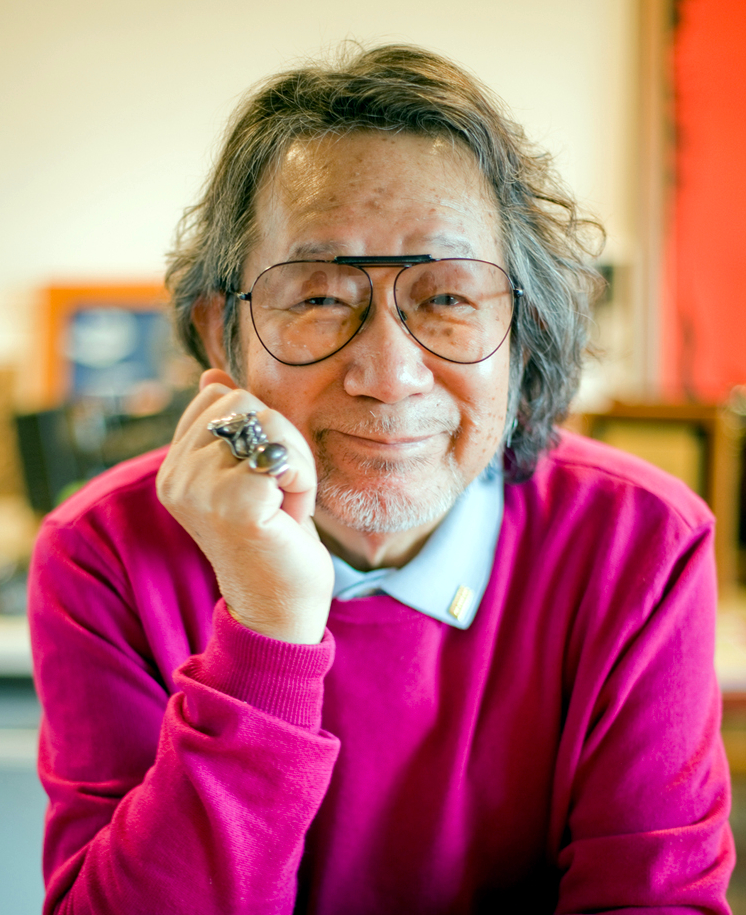
作品賞を受賞した大林宣彦

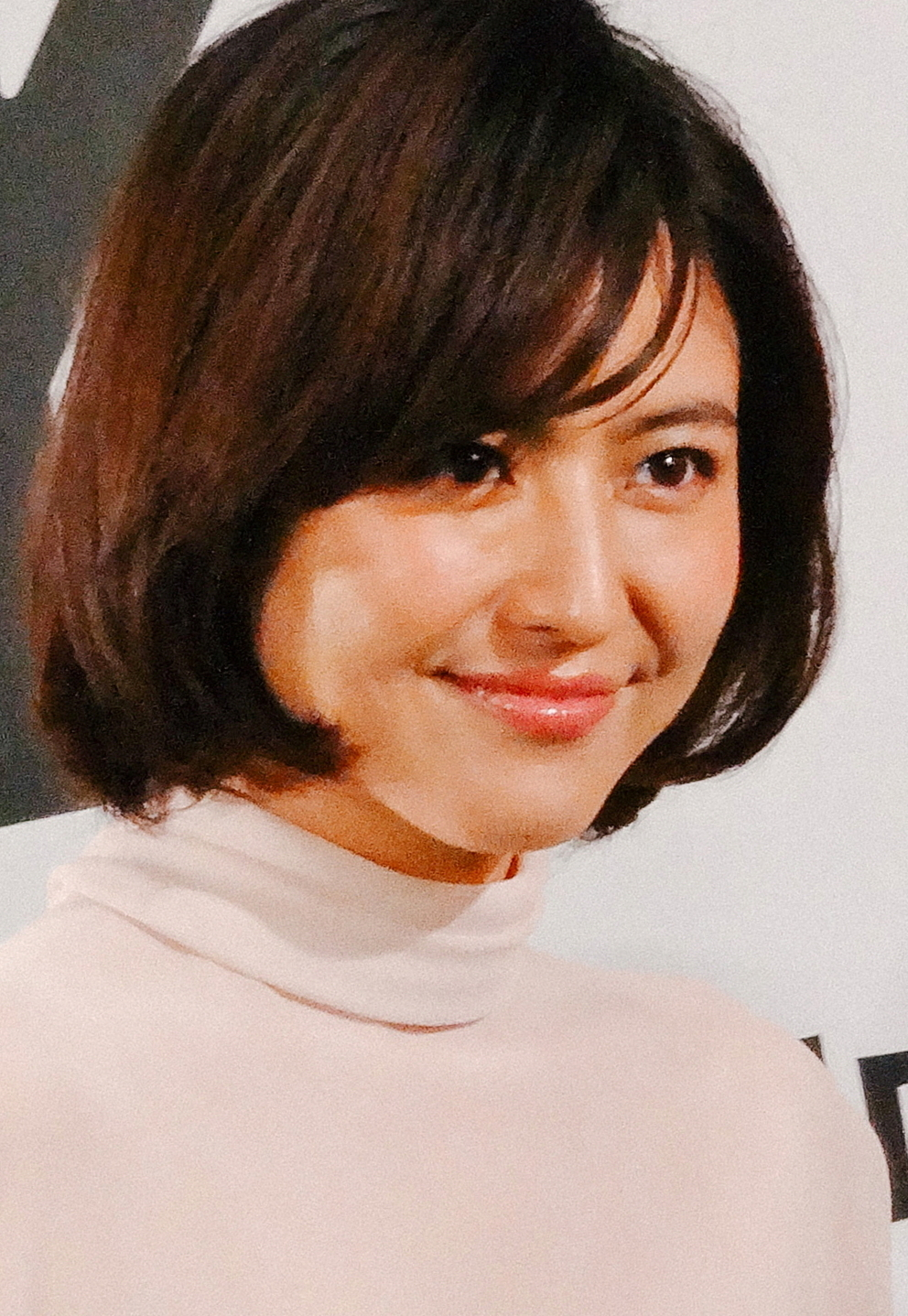
女優主演賞を受賞した長澤まさみ

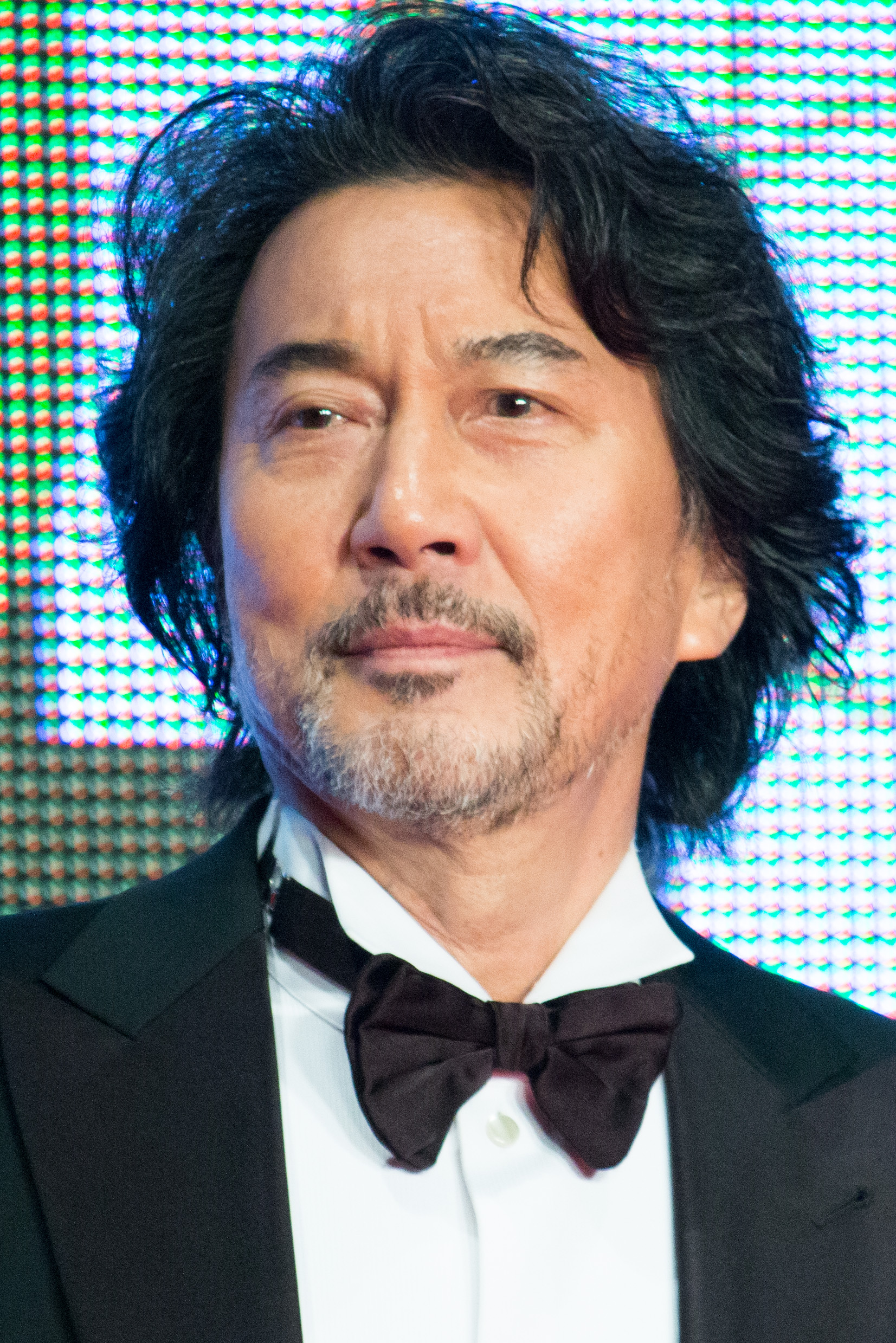
男優助演賞を受賞した役所広司

第72回毎日映画コンクールの候補は2017年12月21日に発表された。

### 結果
「作品」部門と、「俳優」「スタッフ」部門は映画評論家ら約70人の投票で1次選考し、得票上位が2次選考に進んだ。「アニメーション」「ドキュメンタリー」部門は作品を公募し、討議による1次選考で2次選考候補作を選出した。2次選考はいずれも討議で決定するが、外国映画ベストワン賞は1次選考委員による再投票で決定する。
受賞者は各項目最上段に太字でダブルダガー（）付きのものである。
また、日本映画優秀賞と大藤信郎賞には太字でダガー（）を付けている。
| 日本映画大賞・日本映画優秀賞 - 『花筐/HANAGATAMI』 - 大林宣彦、辻幸徳 - 『あゝ、荒野』 - 岸善幸 - 『映画 夜空はいつでも最高密度の青色だ』 - 石井裕也、有賀高俊、土井智生、五箇公貴 - 『幼な子われらに生まれ』 - 三島有紀子、森重晃、江守徹 - 『バンコクナイツ』 - 富田克也                        | 外国映画ベストワン賞 - 『わたしは、ダニエル・ブレイク』 - ケン・ローチ、レベッカ・オブライエン、パスカル・コシュトゥー、バンサン・マラバル - 『立ち去った女』 - ラヴ・ディアス、ロナルド・アーゲルズ - 『ダンケルク』 - クリストファー・ノーラン、エマ・トーマス、ジェイク・マイヤーズ、グレッグ・シルバーマン - 『沈黙 -サイレンス-』 - マーティン・スコセッシ、アーウィン・ウィンクラー、ヴィットリオ・チェッキ・ゴーリ他 - 『マンチェスター・バイ・ザ・シー』 - ケネス・ロナーガン、マット・デイモン、キンバリー・スチュワード他 |
| 男優主演賞 - 菅田将暉 - 『あゝ、荒野』 - 沢村新次(新宿新次)役 - 浅野忠信 - 『幼な子われらに生まれ』 - 田中信役 - 生田斗真 - 『彼らが本気で編むときは、』 - リンコ役 - 池松壮亮 - 『映画 夜空はいつでも最高密度の青色だ』 - 慎二役 - ヤン・イクチュン - 『あゝ、荒野』 -二木建二（バリカン健二）役 | 女優主演賞 - 長澤まさみ - 『散歩する侵略者』 - 加瀬鳴海役 - 蒼井優 - 『彼女がその名を知らない鳥たち』 - 北原十和子役 - 瀧内公美 - 『彼女の人生は間違いじゃない』 - 金沢みゆき役 - 満島ひかり - 『海辺の生と死』 - 大平トエ役 - 水原希子 - 『奥田民生になりたいボーイと出会う男すべて狂わせるガール』 - 天海あかり役 |
| 男優助演賞 - 役所広司 - 『三度目の殺人』 - 三隅高司役 - 西田敏行 - 『アウトレイジ 最終章』 - 西野一雄役 - 松坂桃李 - 『彼女がその名を知らない鳥たち』 - 水島真役 - ヤン・イクチュン - 『あゝ、荒野』 - 二木建二（バリカン健二）役 - ユースケ・サンタマリア - 『あゝ、荒野』 - 片目(堀口)役        | 女優助演賞 - 田中麗奈 - 『幼な子われらに生まれ』 - 田中奈苗役 - 木下あかり - 『あゝ、荒野』 - 芳子役 - 木村文乃 - 『火花』 - 真樹役 - 筒井真理子 - 『アンチポルノ』 - 典子役 - 橋本愛 - 『美しい星』 - 大杉暁子役 - 広瀬すず - 『三度目の殺人』 - 山中咲江役 |
| スポニチグランプリ新人賞（男性） - 高杉真宙 - 『散歩する侵略者』 - 天野役 - 川谷修士 - 『火花』 - 山下役 - 寛一郎 - 『心が叫びたがってるんだ。』 - 田崎大樹役 - 北村匠海 - 『君の膵臓をたべたい』 - 「僕」 / 志賀春樹（学生時代）役 - 竹内涼真 - 『帝一の國』 - 大鷹弾役                          | スポニチグランプリ新人賞（女性） - 伊東蒼 - 『島々清しゃ』 - 花島うみ役 - 石橋静河 - 『映画 夜空はいつでも最高密度の青色だ』 - 美香役 - 木下あかり - 『あゝ、荒野』 - 芳子役 - 清原果耶 - 『3月のライオン』 - 川本ひなた役 - 瀧内公美 - 『彼女の人生は間違いじゃない』 - 金沢みゆき役 - 浜辺美波 - 『君の膵臓をたべたい』 - 山内桜良役 |
| 田中絹代賞 - 水野久美 - 樹木希林 - 白川和子 - 寺島しのぶ - 風吹ジュン | 監督賞 - 富田克也 - 『バンコクナイツ』 - 石井裕也 - 『映画 夜空はいつでも最高密度の青色だ』 - 大林宣彦 - 『花筐/HANAGATAMI』 - 荻上直子 - 『彼らが本気で編むときは、』 - 三島有紀子 - 『幼な子われらに生まれ』 - 岸善幸 - 『あゝ、荒野』 |
| 脚本賞 - 石井裕也 - 『映画 夜空はいつでも最高密度の青色だ』 - 荒井晴彦 - 『幼な子われらに生まれ』 - 入江悠 - 『ビジランテ』 - 是枝裕和 - 『三度目の殺人』 - 岸善幸 - 『あゝ、荒野』 - 山田洋次、平松恵美子 - 『家族はつらいよ2』                                                                  | 撮影賞 - 鎌苅洋一 - 『映画 夜空はいつでも最高密度の青色だ』 - 芦澤明子 - 『散歩する侵略者』 - 瀧本幹也 - 『三度目の殺人』 - 夏海光造 - 『あゝ、荒野』 - ピオトル・ニエミイスキ - 『愚行録』 |
| 美術賞 - 竹内公一 - 『花筐/HANAGATAMI』 - 倉田智子 - 『花戦さ』 - 種田陽平 - 『三度目の殺人』 - 原田哲男 - 『関ヶ原』 - 松塚隆史 - 『ビジランテ』 | 音楽賞 - Soi48(宇都木景一、高木紳介)・Young-G他 - 『バンコクナイツ』 - ジェフ・ミルズ - 『光』 - 鈴木慶一 - 『アウトレイジ 最終章』 - 林祐介 - 『散歩する侵略者』 - ルドビコ・エイナウディ - 『三度目の殺人』 - 渡邊崇 - 『映画 夜空はいつでも最高密度の青色だ』 |
| 録音賞 - 加藤大和、高須賀健吾 - 『映画 夜空はいつでも最高密度の青色だ』 - 久連石由文 - 『愚行録』 - 森英司 - 『あゝ、荒野』 - 矢野正人 - 『関ヶ原』 - ロマン・ディムニ - 『光』 - 渡辺真司 - 『散歩する侵略者』                                                                                   | ドキュメンタリー映画賞 - 『三里塚のイカロス』 - 『抗い 記録作家 林えいだい』 - 『おクジラさま ふたつの正義の物語』 - 『ニッポン国vs泉南石綿村』 - 『夜間もやってる保育園』 - 『やさしくなあに〜奈緒ちゃんと家族の35年〜』 |
| アニメーション映画賞・大藤信郎賞 長編 - 『夜明け告げるルーのうた』 ;大藤信郎賞 - 『きみの声をとどけたい』 - 『ひるね姫 〜知らないワタシの物語〜』 - 『BLAME!』 - 『傷物語＜Ⅲ 冷血篇＞』 | 短編 - 『こんぷれっくす×コンプレックス』 ;アニメーション映画賞 - 『AEON』 - 『怪物学抄』 - 『癇癪だま』 - 『観戦』 - 『げんばのじょう―玄蕃之丞―』 - 『Cで失神』 - 『地獄めたもる』 - 『染色体の恋人』 - 『大丈夫だよ』 - 『Helpless void』 - 『松が枝を結び』 - 『闇の絵巻』 - 『YOMTOPIA』 |

### TSUTAYA×Filmarks映画ファン賞
日本映画部門
- 『忍びの国』 – 原藤一輝、辻本珠子、下田淳行、藤井和史

外国映画部門
- 『ラ・ラ・ランド』 - デミアン・チャゼル、フレッド・バーガー、ジョーダン・ホロウィッツ、ゲイリー・ギルバート、マーク・プラット

### 特別賞
- 佐藤忠男

### 複数の部門での候補及び受賞作品
| ノミネート | 映画                                    |
| ---------- | --------------------------------------- |
| 11         | 『あゝ、荒野』                          |
| 8          | 『映画 夜空はいつでも最高密度の青色だ』 |
| 6          | 『三度目の殺人』                        |
| 6          | 『散歩する侵略者』                      |
| 5          | 『幼な子われらに生まれ』                |
| 3          | 『花筐/HANAGATAMI』                     |
| 2          | 『アウトレイジ 最終章』                 |
| 2          | 『彼女がその名を知らない鳥たち』        |
| 2          | 『君の膵臓をたべたい』                  |
| 2          | 『愚行録』                              |
| 2          | 『光』                                  |
| 2          | 『ビジランテ』                          |
| 2          | 『火花』                                |

| 受賞数 | 作品                                    |
| ------ | --------------------------------------- |
| 3      | 『映画 夜空はいつでも最高密度の青色だ』 |
| 2      | 『あゝ、荒野』                          |
| 2      | 『散歩する侵略者』                      |
| 2      | 『花筐/HANAGATAMI』                     |
| 2      | 『バンコクナイツ』                      |

## 審査員（選考委員）

### 一次選考委員
- 相田冬二
- 秋本鉄次
- 秋山登
- 明智惠子
- 石坂健治
- 石飛徳樹
- イソガイマサト
- 稲垣都々世
- 宇田川幸洋
- 内海陽子
- 浦崎浩實
- 襟川クロ
- 大高宏雄
- 大竹洋子
- 岡田秀則
- 尾形敏朗
- 岡本耕治
- 鬼塚大輔
- 小野耕世
- 小野民樹
- 恩田泰子
- 賀来タクト
- 柏原寛司
- 川口敦子
- きさらぎ尚
- 北川れい子
- 北小路隆志
- 木全公彦
- 金原由佳
- 黒田邦雄
- 古賀重樹
- 小菅昭彦
- 小西均
- 斎藤敦子
- 佐藤忠男
- 佐藤雅昭
- 塩田時敏
- 関口裕子
- 高橋諭治
- 立花珠樹
- 立田敦子
- 田中千世子
- 田中文人
- 谷川建司
- 出口丈人
- 土屋好生
- 寺脇研
- 轟夕起夫
- 中川洋吉
- 中山治美
- 西脇英夫
- 野島孝一
- 野村正昭
- 萩尾瞳
- 春岡勇二
- 樋口尚文
- 平山允
- 福永聖二
- 北條誠人
- 細谷美香
- 宮澤誠一
- 宮田武雄
- ミルクマン斉藤
- 村川英
- 村山匡一郎
- 森直人
- 森下朗義
- 矢田部吉彦
- 柳下毅一郎
- 山根貞男
- 渡辺浩
- 渡部実
- 勝田友巳
- 木村光則
- 鈴木隆

### 二次選考委員
＜作品部門＞
- 高橋惠子（女優）
- 佐伯知紀（映画映像研究者）
- 佐藤忠男（映画評論家）
- 平山秀幸（映画監督）
- 矢田部吉彦（東京国際映画祭プログラミングディレクター）

以上5名
＜俳優部門＞
- 明智惠子（キネマ旬報元編集長）
- 川口敦子（映画評論家）
- 金原由佳（映画ジャーナリスト）
- 佐藤雅昭（スポーツニッポン編集委員）
- 野島孝一（映画ジャーナリスト）
- 橋口亮輔（映画監督）
- 林加奈子（東京フィルメックスディレクター）

以上7名
＜スタッフ部門＞
- 荒木啓子（ぴあフィルムフェスティバルディレクター）
- 乙竹恭慶（美術監督）
- 掛尾良夫（城西国際大教授）
- 勝田友巳（毎日新聞社学芸部長）
- 北小路隆志（映画評論家）
- 戸田桂太（撮影監督）
- 橋本泰夫（録音監督）
- 野村正昭（映画評論家）
- 深田晃司（映画監督）
- 山田耕大（脚本家）

以上11名
＜ドキュメンタリー部門＞
- 金平茂紀（TBS「報道特集」キャスター エグゼティブ・エキスパート）
- 中山治美（映画ジャーナリスト）
- 森達也（映画監督）
- 森直人（映画評論家）
- ヤンヨンヒ（映画監督）
- 一次選考委員（萩野亮、渡辺勝之、木村光則）

以上5名
＜アニメーション部門＞
- 片渕須直（アニメ監督）
- 木船園子（東京工芸大教授）
- 黒坂圭太（武蔵野美術大教授、アニメクリエーター）
- 氷川竜介（アニメ評論家）
- 和田敏克（東京造形大准教授）
- 一次選考委員（原口正宏、藤津亮太、木村光則）

以上5名